# Конти (Лещинський повіт)
Конти (пол. Kąty, нім. Grünwinkel) — село в Польщі, у гміні Осечна Лещинського повіту Великопольського воєводства.
Населення — 418 осіб (2011).
У 1975-1998 роках село належало до Лешненського воєводства.

## Демографія
Демографічна структура станом на 31 березня 2011 року:
|          | Загалом | Допрацездатний вік | Працездатний вік | Постпрацездатний вік |
| -------- | ------- | ------------------ | ---------------- | -------------------- |
| Чоловіки | 208     | 44                 | 142              | 22                   |
| Жінки    | 210     | 35                 | 116              | 59                   |
| Разом    | 418     | 79                 | 258              | 81                   |